# Werner Walzer
Werner Walzer (* 23. August 1947 in St. Veit an der Gölsen) ist ein ehemaliger österreichischer Fußballspieler, der auf den Positionen eines Mittelfeld- bzw. Abwehrspielers zum Einsatz kam.

## Karriere

### Vereinskarriere
Werner Walzer wurde am 23. August 1947 in St. Veit an der Gölsen im Bezirk Lilienfeld geboren, wo er auch aufwuchs und seine Schulausbildung absolvierte. Seine Vereinskarriere als Fußballspieler begann er erst Anfang der 1960er Jahre – damals durfte man erst mit zwölf Jahren zu einem Verein – beim WSV Traisen. Davor war er allerdings bereits bei den Bezirksmeisterschaften der Hauptschulen als Fußballspieler im Einsatz gewesen. In Traisen durchlief er in weiterer Folge die Jugend und die Junioren, ehe er erste Einsätze in der Reservemannschaft verzeichnen konnte. Nach mehreren verletzungsbedingten Ausfällen landete er mit 16 Jahren in der Kampfmannschaft der Niederösterreicher, für die er fortan zum Einsatz kam. Als Kind hatte Walzer nach der Schule zuhause mitgeholfen und hatte danach eine Lehre bei der Alpine Montan (heute voestalpine) in Traisen begonnen. Mit 17 Jahren absolvierte er seine Facharbeiterprüfung und begann im örtlichen Betrieb zu arbeiten. Noch in jungen Jahren spielte er in den niederösterreichischen Jugend- und Juniorenauswahlen und machte so andere Vereine auf sich aufmerksam. Einen Wechsel zum Wiener Sport-Club lehnte die Familie des damals 16- bzw. 17-Jährigen lehnte die Familie ab, da die Lehre des Sohnes höchste Priorität hatte.
Durch Leopold Barschandt, der damals den FC Tulln trainierte, schaffte Walzer den Sprung in die Mannschaft, die zu dieser Zeit in der damals zweitklassigen Regionalliga vertreten war. Sein voriger Verein spielte zu dieser Zeit noch in der Unterliga West Waldviertel. Barschandt hatte ihn bereits einige Zeit davor beobachtet und im Sommer 1966 den Entschluss gefasst, Walzer für sein Team zu verpflichten. Abgesehen von seinem Grundwehrdienst hatte Walzer zu dieser Zeit einen bürgerlichen Beruf ausgeübt und ist für ein Schweizer Unternehmen an den Maschinen gestanden. Nachdem sein Zweijahresvertrag in Tulln ausgelaufen war, unterschrieb der Offensivakteur noch für eine weitere Spielzeit, ehe er kurz darauf vom Interesse des damaligen Sektionsleiters des SK Rapid Wien, Robert Dienst, an seiner Personalie erfahren hatte. Da ein Wechsel im Jahr 1968 nicht mehr möglich war, das Interesse seines des Wiener Traditionsvereins jedoch noch immer vorhanden war, wechselte Walzer im Sommer 1969 nach Wien. In der Anfangszeit bei Rapid arbeitete er nebenbei zusammen mit Rudi Flögel in der Kleinkreditabteilung einer Bank, musste sich jedoch nach knapp eineinhalb Jahren zwischen dem Job in der Bank und einer Laufbahn als Profifußballer entscheiden, nachdem Rapid gänzlich auf den Profibetrieb umgestellt hatte.
Bei den Hütteldorfern konnte er bis zu seinem Abgang im Jahr 1979 viele Erfolge feiern, doch reichte es nicht für den Erhalt des Meistertitels. Beim ÖFB-Cup 1971 schaffte es Walzer mit seiner Mannschaft ins Finale, wo man nur dem Lokalrivalen, der Wiener Austria, knapp mit 2:1 nach der Verlängerung unterlag. Im darauffolgenden Jahr schaffte es der Verein und wurde Cupsieger der Saison 1971/72, nachdem man den Wiener Sport-Club bezwungen hatte. Noch im selben Jahr traten die Rapidler als Sieger des Wiener Stadthallenturniers hervor. In der Saison 1972/73 wurden die Hütteldorfer Österreichischer Vizemeister und schafften es abermals ins Finale des ÖFB-Cups, wo sie der SSW Innsbruck in Hin- und Rückspiel klar unterlegen waren. Walzer wurde mit seinem Team 1975/76 erneut Cupsieger und schaffte es in den darauffolgenden beiden Saisonen 1976/77 und 1977/78 auf Platz 2 der höchsten österreichischen Spielklasse, der 1. Division. Als Walzer den SK Rapid Wien im Jahr 1979 verließ, kam er auf eine Bilanz von 267 Meisterschaftseinsätze, sowie 16 Treffern. Weiters kam er auf 39 Cupeinsätze (1 Tor), sowie auf 20 Einsätze im Europapokal (1 Tor). Im Jahr 1979 spielte Walzer kurz für den 1. Wiener Neustädter SC, wurde aber noch in derselben Saison zum Wiener Sport-Club transferiert, wo er im Jahr 1982 seine aktive Karriere als Fußballspieler beendete.
Anlässlich seines 70. Geburtstages wurde er am 19. August 2017 vor dem Spiel zwischen dem SK Rapid Wien und dem SK Sturm Graz (1:2) öffentlich im Stadion geehrt.

### International
Walzer feierte sein Debüt im rot-weiß-roten Nationaldress am 4. September 1974, als er beim Qualifikationsspiel zur Fußball-Europameisterschaft 1976 gegen Wales 90 Minuten durchspielte. Das Match wurde vor eigenem Publikum im Praterstadion mit 2:1 gewonnen. Das Spiel gegen Wales blieb auch das einzige Länderspiel in seiner Karriere.

## Erfolge
- 3× Österreichischer Vizemeister: 1973, 1977 und 1978 mit dem SK Rapid Wien
- 2× Österreichischer Cupsieger: 1972 und 1976 mit dem SK Rapid Wien
- 2× Österreichischer Cupfinalist: 1971 und 1973
- 1× Sieger des Wiener Stadthallenturniers: 1972